# Euphorbia aristata
Euphorbia aristata är en törelväxtart som beskrevs av Johannes Theodor Schmalhausen. Euphorbia aristata ingår i släktet törlar, och familjen törelväxter. Inga underarter finns listade i Catalogue of Life.